# 三好一 (陸軍軍人)
三好 一（みよし はじめ、明治9年（1876年）10月28日 - 昭和34年（1959年）10月1日）は、大日本帝国陸軍の軍人。陸軍中将。大分県士族。大分市長。薩摩琵琶修練会会長。従三位勲二等功三級。

## 人物
大分県玖珠郡飯田村（現九重町）出身。大分県士族三好成の長男。大正4年（1915年）家督を相続す。
大日本帝国陸軍の軍人として、第8師団長等を務める。終戦直前の昭和20年（1945年）4月に大分市長に任じられるが、終戦直後の同年10月に辞任している。
薩摩琵琶を好み、道場である薩摩琵琶修練会の会長を務めていた。

## 略歴
- 1895年 - 陸軍士官学校（8期）卒業
- 1896年 - 陸軍少尉
- 1906年 - 陸軍大学校（19期）卒業
- 1916年 - 騎兵第4聯隊長
- 1918年 - 陸軍騎兵大佐・近衛騎兵聯隊長
- 1919年 - 陸軍省軍務局騎兵課長
- 1922年 - 陸軍少将・騎兵第2旅団長
- 1923年 - 陸軍騎兵学校長
- 1926年 - 騎兵監
- 1927年 - 陸軍中将
- 1929年 - 第8師団長
- 1945年4月 - 大分市長
- 1947年 - 公職追放の仮指定を受ける[3]

## 栄典
位階
- 1897年（明治30年）10月15日 - 正八位[4]
- 1899年（明治32年）12月26日 - 従七位[5]
- 1922年（大正11年）9月11日 - 正五位[6]
- 1931年（昭和6年）9月28日 - 従三位[7]

## 親族
長女千代は、最高検察庁検事橋本乾三の妻。実業家橋本實、ジャーナリスト橋本明、外交官橋本宏は、いずれも孫（千代の子）に当たる。
戦艦陸奥爆沈時の艦長三好輝彦は、弟に当たる。